# Oscaruddelingen 1971
Oscaruddelingen 1971 var den 43. oscaruddeling, hvor de bedste film fra 1970 blev hædret af Academy of Motion Picture Arts and Sciences. Uddelingen blev afholdt 15. april 1971 i Dorothy Chandler Pavilion i Los Angeles, Californien, USA.

## Vindere og nominerede
Vinderne står øverst i fed skrift og ().
| Bedste film | bedste instruktør |
| --- | --- |
| - Patton - Airport - vinger af ild - Five Easy Pieces - Love Story - M*A*S*H – Ingo Preminger, producer | - Franklin J. Schaffner – Patton - Federico Fellini – Fellini Satyricon - Arthur Hiller – Love Story - Robert Altman – M*A*S*H - Ken Russell – Når kvinder elsker |
| Bedste mandlige hovedrolle | Bedste kvindelige hovedrolle |
| - George C. Scott – Patton som General George S. Patton (afvist) - Melvyn Douglas – I Never Sang for My Father som Tom Garrison - James Earl Jones – The Great White Hope som Jack Jefferson - Jack Nicholson – Five Easy Pieces som Robert Eroica Dupea - Ryan O'Neal – Love Story som Oliver Barrett IV | - Glenda Jackson – Når kvinder elsker som Gundrun Brangwen - Jane Alexander – Det store hvide håb som Eleanor Backman - Ali MacGraw – Love Story som Jennifer "Jenny" Cavalleri - Sarah Miles – Ryans datter som Rosy Ryan - Carrie Snodgress – Konen er gal som Bettina "Tina" Balser |
| Bedste mandlige birolle | Bedste kvindelige birolle |
| - John Mills – Ryans datter som Michael - Richard S. Castellano – Ægteskab og sådan noget som Frank Vecchio - Chief Dan George – En god dag at dø som Old Lodge Skins - Gene Hackman – I Never Sang for My Father som Gene Garrison - John Marley – Love Story som Phil Cavalleri | - Helen Hayes – Airport - vinger af ild som Ada Quonsett - Karen Black – Five Easy Pieces som Rayette Dipesto - Lee Grant – The Landlord som Joyce Enders - Sally Kellerman – M*A*S*H som Margaret "Hot Lips" Houlihan - Maureen Stapleton – Airport - vinger af ild som Inez Guerrero |
| Bedste historie og manuskript baseret på faktuelt materiale eller materiale, der ikke tidligere er offentliggjort eller produceret | Bedste manuskript baseret på materiale fra et andet medium |
| - Patton – Francis Ford Coppola og Edmund H. North - Five Easy Pieces – manuskript af Adrien Joyce; historie af Bob Rafelson og Adrien Joyce - Joe – Norman Wexler - Love Story – Erich Segal - Min nat hos Maud – Éric Rohmer | - M*A*S*H – Ring Lardner Jr. baseret på romanen af Richard Hooker - Airport - vinger af ild – George Seaton based on romanen af Arthur Hailey - I Never Sang for My Father – Robert Woodruff Anderson baseret på hans skuespil - Ægteskab og sådan noget – Renée Taylor, Joseph Bologna og David Zelag Goodman baseret på skuespillet af Joseph Bologna og Renée Taylor - Når kvinder elsker – Larry Kramer based on romanen af D. H. Lawrence                                                                |
| Bedste dokumentar | Bedste korte dokumentar |
| - Woodstock – Michael Wadleigh - Fortidsgåder - fremtidsvirkelighed – Harald Reinl (Released in English-language version under title "Chariots of the Gods?") - Jack Johnson – Jimmy Jacobs - King: A Filmed Record... Montgomery to Memphis – Ely Landau - Say Goodbye – David H. Vowell | - Interviews with My Lai Veterans – Joseph Strick - The Gifts - Robert McBride - A Long Way from Nowhere - Bob Aller - Oisín - Patrick Carey og Vivien Carey - Time Is Running Out - Horst Dallmayr og Robert Menegoz |
| Bedste kortfilm | Bedste korte animationsfilm |
| - The Resurrection of Broncho Billy – John Longenecker - Shut Up...I'm Crying – Robert Siegler - Sticky My Fingers...Fleet My Feet – John D. Hancock | - Is It Always Right to Be Right? – Nick Bosustow - The Further Adventures of Uncle Sam: Part Two – Robert Mitchell og Dale Case - The Shepherd – Cameron Guess |
| Bedste musik | Bedste originale sangpartitur |
| - Love Story – Francis Lai - Airport - vinger af ild – Alfred Newman (posthumous nomination) - Cromwell den ukulige – Frank Cordell - Patton – Jerry Goldsmith - Solsikkerne – Henry Mancini | - Let it be... som det er – Musik og tekst af The Beatles: John Lennon, Paul McCartney, George Harrison, og Ringo Starr - Baby Maker – Musik af Fred Karlin; tekst af Tylwyth Kymry - Søren Brun og hans venner – Musik af Rod McKuen og John Scott Trotter; tekst af Rod McKuen, Bill Melendez, og Al Shean; Adapteret af Vince Guaraldi - Darling Lili – Musik af Henry Mancini; tekst af Johnny Mercer - Et juleeventyr – Musik og tekst af Leslie Bricusse; Adapteret af Ian Fraser og Herbert W. Spencer |
| Bedste originale sang i en film | Bedste lyd |
| - "For All We Know" – Ægteskab og sådan noget • Musik af Fred Karlin • Tekst af Robb Royer (Robb Wilson) og Jimmy Griffin (Arthur James) - "Whistling Away the Dark" – Darling Lili • Musik af Henry Mancini • Tekst af Johnny Mercer - "Till Love Touches Your Life" – Madron • Musik af Riz Ortolani • Tekst af Arthur Hamilton - "Pieces of Dreams" – Pieces of Dreams • Musik af Michel Legrand • Tekst af Alan Bergman og Marilyn Bergman - "Thank You Very Much" – Et juleeventyr • Musik og tekst af Leslie Bricusse | - Patton – Douglas Williams og Don Bassman - Airport - vinger af ild – Ronald Pierce og David H. Moriarty - Ryans datter – Gordon McCallum og John Bramall - Tora! Tora! Tora! – Murray Spivack og Herman Lewis - Woodstock – Dan Wallin og Larry Johnson |
| Bedste fremmedsprogede film | Bedste kostume |
| - Undersøgelse af en borger hævet over enhver mistanke (Italien) - Erste Liebe (Schweiz) - Hoa-Binh - fred i Vietnam (Frankrig) - Paix sur les champs (Belgien) - Tristana (Spanien) | - Cromwell den ukulige – Vittorio Nino Novarese - Airport - vinger af ild – Edith Head - Darling Lili – Donald Brooks og Jack Bear - Hawaii brænder – Bill Thomas - Et juleeventyr – Margaret Furse |
| Bedste scenografi | Bedste fotografering |
| - Patton – Urie McCleary, Gil Parrondo, Antonio Mateos og Pierre-Louis Thévenet - Airport - vinger af ild – Alexander Golitzen, E. Preston Ames, Jack D. Moore og Mickey S. Michaels - Oprør i minen – Tambi Larsen og Darrell Silvera - Et juleeventyr – Terence Marsh, Bob Cartwright og Pamela Cornell - Tora! Tora! Tora! – Jack Martin Smith, Yoshirō Muraki, Richard Day, Taizoh Kawashima, Walter M. Scott, Norman Rockett og Carl Biddiscombe                                                                       | - Ryans datter – Freddie Young - Airport - vinger af ild – Ernest Laszlo - Patton – Fred J. Koenekamp - Tora! Tora! Tora! – Charles F. Wheeler, Osami Furuya, Masamichi Satoh, and Sinsaku Himeda - Når kvinder elsker – Billy Williams |
| Bedste klipning | Bedste visuelle effekter |
| - Patton – Hugh S. Fowler - Airport - vinger af ild – Stuart Gilmore - M*A*S*H – Danford B. Greene - Tora! Tora! Tora! – James E. Newcom, Pembroke J. Herring, og Inoue Chikaya - Woodstock – Thelma Schoonmaker | - Tora! Tora! Tora! – A. D. Flowers og L. B. Abbott - Patton – Alex Weldon |